# Карачарова, Светлана Владимировна
Карачарова Светлана Владимировна (родилась 24 июля 1978 года) — российский журналист, третий главный редактор и издатель журнала «Мир фантастики» (декабрь 2009 — ноябрь 2011 года). С ноября 2011 года — заместитель главного редактора портала Игры@Mail.ru.

## Биография
Родилась 24 июля 1978 года в Нижнем Новгороде. Окончила школу в 1995 году с медалью. Выпускница Волго-Вятской Академии Государственной Службы 2000 года, специальность «Государственное и муниципальное управление», красный диплом.

### Карьера

#### Начало карьеры
С 2002 года сотрудничала с издательским домом «Компьютерра» в качестве автора статей на игровую тематику и тестера игровых ноутбуков. В 2004 году начала писать для «Игромании». Параллельно была принята в «Мир фантастики» на должность редактора. Читателям «Игромании» в основном известна как автор популярного цикла статей о вселенной World of Warcraft и рецензент крупнейших ролевых игр.

#### В «Мире фантастики»
В «Мире фантастики» в разном качестве (редактор, заместитель главного редактора, главный редактор) с 27 по 100 номер. Сначала ведёт только рубрику «Игровой клуб», но уже через пару месяцев редактирует также «Машину времени» и «Врата миров». Бессменный ведущий самой популярной рубрики журнала — «Почтовой станции» — с 45 по 100 номер. После ухода из ИД «Техномир» в 2011 году осталась в «МФ» в качестве одного из участников Попечительского совета (наравне с Олегом Дивовым, Сергеем Лукьяненко, Ником Перумовым, Вадимом Пановым и др.)

#### В Играх@Mail.Ru
После перехода в Mail.Ru занимается популяризацией онлайн-игр в России, продолжает много писать про World of Warcraft и другие онлайновые миры. Одна из ведущих популярного ВК-паблика C-c-combo breaker! (385 тысяч подписчиков на декабрь 2016 года).